# Ma France à moi
Pour plus de détails, voir Fiche technique et Distribution.
Ma France à moi est un film réalisé par Benoît Cohen, sorti en France le 20 décembre 2023
.
Le film est basé sur son livre Mohammad, ma mère et moi, publié en 2018 chez Flammarion
, qui raconte l'histoire vraie de la mère de Benoît Cohen, qui a accueilli chez elle un réfugié afghan, Mohammad. 

## Synopsis
France, une femme d'une soixantaine d'année, décide d'accueillir chez elle un réfugié Afghan, Reza, dans son grand appartement parisien qui lui paraît bien vide depuis la mort de son mari. Ces deux protagonistes, que tout oppose, vont apprendre à vivre ensemble, et à s'apprécier.

## Fiche technique
- Réalisation : Benoît Cohen
- Scénario : Benoît Cohen, Éléonore Pourriat , Raphaëlle Desplechin, Mohammad Ewaz
- Décors : Ninon de la Hosseraye
- Costumes : Catherine Leterrier
- Photographie : Bertrand Mouly
- Son : Jean-Luc Audy
- Montage : Sophie Fourdrinoy
- Musique : ACX
- Scripte : Karinne Lecoq
- Production : Vivien Aslanian, Romain Le Grand, Marco Pacchioni, Jean-François Camilleri, Raphaël Perchet
- Sociétés de production : Marvelous Productions, Echo Studio
- Sociétés de distribution : Pan Distribution (France)
- Pays de production :  France
- Langue originale : français
- Format : couleur
- Genre : drame
- Durée : 91 minutes
- Date de sortie :
  - France : 20 décembre 2023

## Distribution
- Fanny Ardant : France Cohen
- Nawid Elham : Reza
- Pierre Deladonchamps : Joseph Cohen
- Élisabeth Margoni : Évelyne
- Aurore Broutin : Héléna
- Suzy Bemba : Lila
- Lionel Abelanski : Marc Debienolas, le psychologue
- Jérôme Kircher : Jean-Paul, le médecin
- Alain Fromager : René
- Marilyne Canto : Élisabeth
- Antoine Chappey : le voisin
- Jules Sagot : Jules
- Thibault Vinçon : professeur Sciences Po 1
- Éléonore Pourriat : professeur Sciences Po 2
- Myriam Dubois-Monkachi : professeur Sciences Po 3

## Production
Le récit du film se passe principalement à Paris:
- Les deux personnages principaux se rencontrent pour la première fois sur la Butte-aux-Cailles.
- Une scène se passe place de la République, une autre place de la Bastille.